# Vitale di Blois
Vitale di Blois (fr. Vital de Blois, lat. Vitalis Blesensis; fl. XII secolo) è stato un letterato francese di età medievale, fiorito nel XII secolo.

## Opera letteraria
Nato a Blois, è conosciuto per due opere in versi latini (distici elegiaci), considerate, assieme al coevo e adespoto Pamphilus, le forme archetipe di un nascente genere letterario, quello della commedia elegiaca, che andava delineandosi in Francia nel XII secolo: 
- Geta (1150 ca.[2]), un curioso divertissement letterario, trasposizione dell'Anfitrione di Plauto.
- Querolus o Aulularia, realizzato intorno al 1175[2], a imitazione del Querolus, opera anonima del VI secolo[2], a sua volta ispirata all'Aulularia di Plauto. Il Querolus fu poi mandato in stampa nel 1595 da Conrad Rittershuys e da Hieronymus Commelinus, sotto il titolo di Plauti Querolus. Per lungo tempo, è stata attribuita a Vital de Blois anche la paternità dell'originale di VI secolo.

### Commedia elegiaca
Nonostante il nome con cui sono etichettate, le commedie elegiache non possono essere agevolmente ascritte al genere teatrale della commedia: esse infatti, con i loro dialoghi inseriti nel tessuto continuo della poesia metrica, si distaccano perfino dall'alveo drammaturgico e teatrale, andando a definire un nuovo e autonomo filone poetico e letterario: la fortuna di questo genere, piccola ma di notevole importanza nella storia letteraria, si sarebbe estesa, anche se in minor misura, dapprima all'Inghilterra e, nel XIII secolo, anche all'Italia e la Germania, con produzioni ispirate ai tre archetipi, in chiave prima emulativa e poi parodistica, fino a comporre un piccolo corpus di una ventina di opere.
Se controversa è la destinazione scenica di queste opere e il loro influsso sulla genesi del teatro medievale, sicura è invece l'influenza che esse, e in particolare il Geta di Vitale di Blois, esercitarono sulla letteratura medievale in lingua volgare, soprattutto su autori come John Gower, Geoffrey Chaucer, Boccaccio, Fernando de Rojas e Juan Ruiz.

### Influenza di Plauto
L'influenza (diretta o mediata) di Plauto sull'intera opera di Vitale di Blois è tenuta in conto dallo storico del teatro Gustave Cohen, che rintracciava le antiche origini della commedia francese nelle tradizioni popolari, nel retaggio del teatro latino di Plauto e nelle produzioni più leggere e meno liturgiche del dramma religioso.

### Edizioni
Geta
- Arnold Paeske, Der «Geta» des Vitalis von Blois. Kritische Ausgabe, Köln, 1976.
- Ferruccio Bertini, in Commedie latine del XII e XIII secolo, vol. III, Università degli studi di Genova, Istituto di filologia classica e medievale, Genova 1980.

Aulularia
- Ferruccio Bertini, in Commedie latine del XII e XIII secolo, vol. I, Università degli studi di Genova, Istituto di filologia classica e medievale, Genova 1976.